# Amt Gerswalde
La Amt Gerswalde è una comunità amministrativa della Germania che si trova nel circondario dell'Uckermark nel Brandeburgo, in Germania.

## Società

### Evoluzione demografica
- Sviluppo della popolazione dal 1875 entro gli attuali confini (Linea Blu: Popolazione; Linea puntata: Confronto dello sviluppo della popolazione dello stato del Brandenburgo; Sfondo grigio: Ai tempi del governo nazista; Sfondo rosso: Al tempo del governo comunista)
- Sviluppo recente della popolazione (Linea blu) e previsioni

| Anno | Abitanti |
| ---- | -------- |
| 1875 | 6 896    |
| 1890 | 6 320    |
| 1910 | 6 326    |
| 1925 | 6 566    |
| 1939 | 6 355    |
| 1950 | 9 671    |
| 1964 | 8 569    |

| Anno | Abitanti |
| ---- | -------- |
| 1971 | 8 568    |
| 1981 | 7 295    |
| 1985 | 7 183    |
| 1990 | 7 011    |
| 1995 | 6 222    |
| 2000 | 5 963    |
| 2005 | 5 548    |

| Anno | Abitanti |
| ---- | -------- |
| 2010 | 4 943    |
| 2015 | 4 536    |
| 2016 | 4 488    |
| 2017 | 4 439    |
| 2018 | 4 406    |
| 2019 | 4 401    |
| 2020 | 4 448    |

Fonti dei dati sono nel dettaglio nelle Wikimedia Commons..

## Suddivisione
Comprende 5 comuni:
- Flieth-Stegelitz
- Gerswalde
- Milmersdorf
- Mittenwalde
- Temmen-Ringenwalde

Il capoluogo è Gerswalde, il centro maggiore Milmersdorf.